# Psychidea balcanica
Psychidea balcanica är en fjärilsart som beskrevs av Eugen Wehrli 1933. Psychidea balcanica ingår i släktet Psychidea och familjen säckspinnare. Inga underarter finns listade.